# Parafia Matki Boskiej Szkaplerznej w Chrząszczycach
Parafia Matki Boskiej Szkaplerznej – rzymskokatolicka parafia położona przy ulicy Opolskiej 32 w Chrząszczycach. Parafia należy do dekanatu Prószków w diecezji opolskiej.

## Historia parafii
Parafia w Chrząszczycach powstała w 1285 roku, wówczas to wybudowano kościół parafialny, a pierwszym proboszczem został ksiądz Klemens. W 1887 roku z parafii usamodzielniły się Boguszyce, w 1889 roku miejscowość Ochodze przyłączona została do parafii św. Franciszka z Asyżu w Komprachcicach, a w 1961 roku usamodzielniła się miejscowość Domecko. Obecny kościół parafialny wybudowany został w latach 1920-1921.
Proboszczem parafii jest ks. Krystian Ziaja.

### Zasięg parafii
Do parafii należy 1650 wiernych, będących mieszkańcami następujących miejscowości: Chrząszczyce, Folwark, Górki i Złotniki.
Na terenie parafii znajduje się również kaplica Podwyższenia Krzyża Świętego w Folwarku.

### Proboszczowie po 1945 roku
- ks. Jan Skorupa,
- ks. Władysław Przygodziński,
- ks. Tomasz Szymała,
- ks. Krystian Ziaja[2].